# 多尹·阿比奥拉
多尹·阿比奥拉（Doyin Abiola, Doyinsola Hamidat Abiola，1946年2月1日—），尼日利亚新闻家。曾任《国家协和报》的总经理和发行人，她是首位担任《每日时报》总编的尼日利亚女性。

## 教育事业
多尹·阿比奥拉在尼日利亚伊巴丹大学接受教育，并于1969年获得英语和戏剧学位。毕业后，她于1969年开始在《每日见闻报》工作。期间，她开始在报纸上撰写Tiro专栏，讨论公众关心的各种问题，比如性别问题。1970年，她离开了《每日见闻报》，前往美国攻读新闻学硕士学位。回国后，她被《每日时报》（Daily Times）聘为专题作家，并晋升为集团专题编辑。后来她去纽约大学深造，并在1979年获得了传播和政治学博士学位。
博士课程结束后，她重返《每日时报》，并被派往编辑部，与斯坦利·梅斯布、德勒·吉瓦和阿玛·奥甘等编辑一同工作。不久，《国家协和报》刚刚成立，邀请她担任其先锋日报编辑。之后，她转投担任《国家协和报》的编辑。1981年，她与多因·阿比奥拉结婚，阿比奥拉当时是报社首任发行人。1986年，她被提升为常务董事/总编辑，她也成为首位担任报社主编的尼日利亚女性。她还在尼日利亚的媒体行业中担任过各种职务，包括首届尼日利亚媒体功绩奖（Nigerian Media Merit Award）的奖项提名小组主席。她还担任过奥贡州立大学社会和管理科学学院教授。
2021年2月1日，尼日利亚总统穆罕默杜·布哈里祝贺多尹·阿比奥拉七十五岁生日，并感谢她对尼日利亚媒体行业的贡献。

## 荣誉
因终生致力于推动知识的前沿和加强媒体作为民主支柱的作用，阿比奥拉荣获了卓越媒体钻石奖。在第24届DAME颁奖典礼上，颁奖委员会一致批准她被选为终身成就奖的获得者。她是继奥莫博拉·奥纳吉德之后第二位获得DAME终身成就奖的女性。1986年，她被授予艾森豪威尔奖学金。

## 相关
- 摩苏德·阿比奥拉（英语：Moshood Abiola）